# Alter Pedroso
Alter Pedroso é uma localidade portuguesa da freguesia e do Município de Alter do Chão.
Foi vila e sede de concelho até ao início do liberalismo. Este era constituído apenas pela freguesia da sede. Aquando da extinção foi incorporado no também entretanto suprimido concelho de Cabeço de Vide. A freguesia foi também extinta no final do século XIX e anexada à de Alter do Chão.

## Património
- Castelo de Alter Pedroso